# Planum Australe

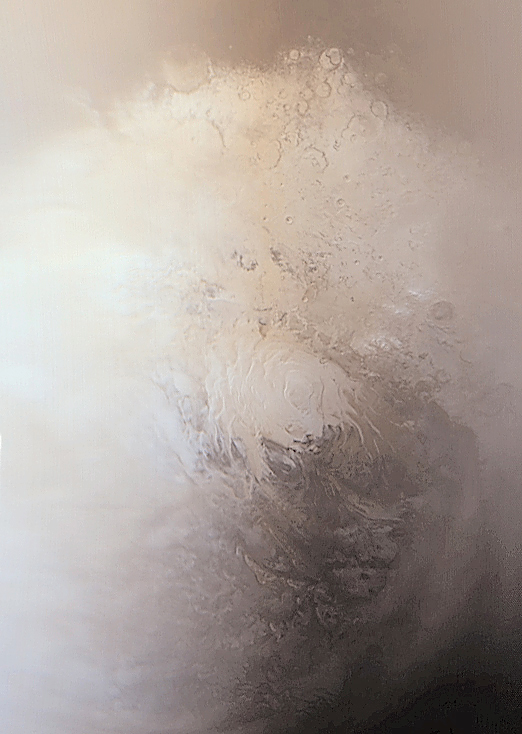
Planum Australe

Planum Australe (del Llatí: "la plana del sud") és la regió polar sud de Mart. S'estén cap al sud des dels 75°S i està centrada en les coordenades 83° 54′ S, 160° 00′ E / 83.9°S,160.0°E. La geologia d'aquesta regió havia de ser estudiada per la missió fallida de la NASA Mars Polar Lander, la qual va perdre el contacte en entrar en l'atmosfera de Mart.

## Casquet polar
Planum Australe està parcialment coberta per un casquet polar permanent compost per aigua i diòxid de carboni congelats d'uns 3 km de gruix. Un casquet polar estacional es forma a la part alta del permanent durant l'hivern de Mart, estenent-se des dels 60°S cap al sud. A mitjans d'hivern fa, aproximadament, un metre de gruix.,.

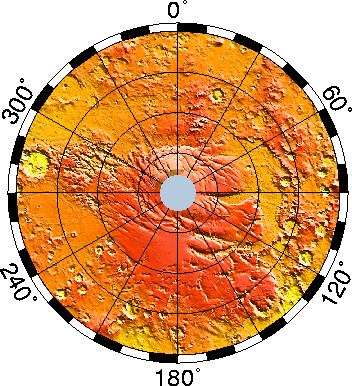
Mapa del Pol sud de Mart, Planum Australe emergeix per sobre del terreny.

Actualmenrt se sap que els dos casquets polars de Mart estan composts principalment d'aigua i no només dediòxid de carboni. Les dades obtingudes pel Mars Express de l'ESA indiquen que el casquet polar sud està formades per tres capes: la capa més reflectant té un 85% de gel sec i un 15% de gel d'aigua.la segona capa és gairebé exclusivament gel d'aigua i, finalment, la tercera capa està envoltada per camps de permafrost.

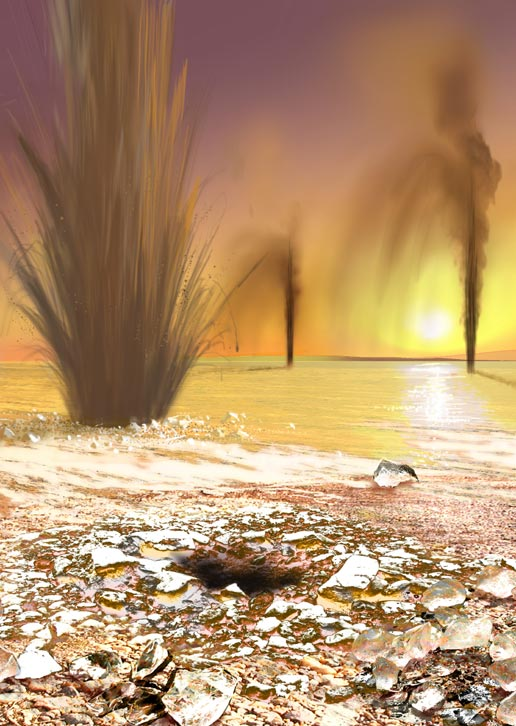
Dibuix dels guèisers de Mart

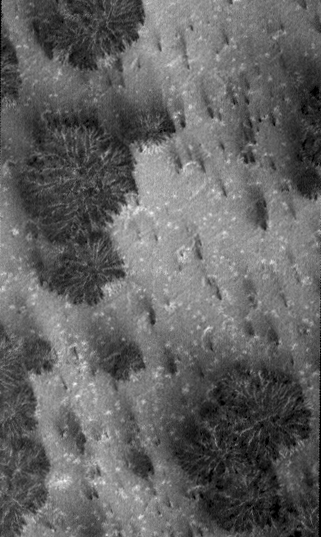
Dunes creades pels guèisers de Mart.